# VR Bank Bayreuth-Hof
Die VR Bank Bayreuth-Hof eG ist eine deutsche Genossenschaftsbank mit Sitz in Bayreuth im Regierungsbezirk Oberfranken (Bayern). Die Bank unterhält zwei Hauptstellen in Hof (Saale) und Bayreuth.

## Geschichte
Die Wurzeln der früheren VR Bank Hof eG gehen bis ins Jahr 1893 zurück: in Trogen gründen 25 Bürger den Darlehenskassenverein. In den Folgejahren entstehen viele weitere Genossenschaften, die sich später zu größeren Einheiten verbünden. 1977 erfolgt die Sitzverlegung als Raiffeisenbank nach Hof. Nach dem Fall des „Eisernen Vorhangs“ kommen 1991 die Filialen Plauen und Oelsnitz hinzu.
Im Jahr 2006 schließen sich die beiden Hofer Genossenschaftsbanken zur VR Bank Hof eG zusammen. 2010 fusionierte die Bank mit der Raiffeisenbank Töpen eG, und 2017 schließlich wurde die 1893 gegründete Volksbank-Raiffeisenbank Bayreuth eG mit der VR Bank Hof eG verschmolzen. Im Jahre 2020 fusionierte die Raiffeisenbank Emtmannsberg eG mit dem Sitz in Emtmannsberg mit der VR Bank Bayreuth-Hof.

## Rechtsgrundlagen
Rechtsgrundlagen der Bank sind ihre Satzung und das Genossenschaftsgesetz. Die Organe der Genossenschaftsbank sind der Vorstand, der Aufsichtsrat und die Vertreterversammlung. Die Bank ist der BVR Institutssicherung GmbH und der Sicherungseinrichtung des Bundesverbandes der Deutschen Volksbanken und Raiffeisenbanken e. V. angeschlossen.

## Niederlassungen
Die VR Bank Bayreuth-Hof eG unterhält 34 Standorte und beschäftigt dort 387 Mitarbeiter.